# Talla
Talla is een gemeente in de Italiaanse provincie Arezzo (regio Toscane) en telt 1179 inwoners (31-12-2004). De oppervlakte bedraagt 60,1 km², de bevolkingsdichtheid is 20 inwoners per km².

## Demografie
Talla telt ongeveer 526 huishoudens. Het aantal inwoners daalde in de periode 1991-2001 met 4,9% volgens cijfers uit de tienjaarlijkse volkstellingen van ISTAT.
| Jaar | Inwoneraantal |
| ---- | ------------- |
| 1991 | 1237          |
| 2001 | 1177          |

## Geografie
De gemeente ligt op ongeveer 348 m boven zeeniveau.
Talla grenst aan de volgende gemeenten: Capolona, Castel Focognano, Castiglion Fibocchi, Loro Ciuffenna.